# Epson
Seiko Epson Corporation  (セイコーエプソン株式会社 Seikō Epuson Kabushiki-gaisha) (TYO: 6724
), almindeligvis kendt som Epson er en japansk elektronikvirksomhed og en af verdens største producenter af printere til computere, informations- og billede-relateret udstyr. Koncernhovedsædet er i Suwa i Nagano i Japan, men virksomheden er officielt registreret i Shinjuku i Tokyo. Virksomheden har talrige datterselskaber over hele verden og fremstiller blækprintere, matrixprintere, laserprintere, billedscannere, stationære computere, erhverv, multimedia og home theatre projektorer, store hjemmebiograf-tvs, robotter, industrielt automationsudstyr, printere til kasseapparater, kasseapparater, bærbare, integrerede kredsløb, LCD-komponenter og andet beslægtet elektronisk udstyr. Det er en af to kernevirksomheder i moderkoncernen Seiko Group, et navn der traditionelt er kendt for fremstilling af Seiko-ure.

## Historie

### Oprindelsen
Rødderne til Seiko Epson Corporation begyndte med en virksomhed kaldet Daiwa Kogyo, Ltd. som er grundlagt i 1942 af Hisao Yamazaki, en lokal urmagerbutiksindehaver og medarbejder hos K. Hattori, i Suwa, Nagano, Japan. Daiwa Kogyo blev støttet gennem en investering fra Hattori-familien (grundlæggeren af Seiko Group) og begyndte at fremstille dele til ure for Daini Seikosha (i dag kendt som Seiko Instruments).
I 1943 etablerede Daini Seikosha en fabrik i Suwa til produktion af Seiko-ure sammen med Daiwa Kogyo. I 1959 bliver Suwa-fabrikken opsplittet og Daini Seikosha fusioneres med Daiwa Kogyo og bliver til Suwa Seikosha Co., Ltd: Forløberen til Seiko Epson Corporation.
I 1961 etablerede Suwa Seikosha en virksomhed kaldet Shinshu Seiki Co. som et datterselskab der skulle levere dele til Seiko-ure. Forud for OL i Tokyo i 1964 udvælges Seiko Group som officiel tidstager og en timer der kunne printe var nødvendig til begivenhederne, hvorfor Shinshu Seiki begyndte udviklingen af en elektronisk printer.
Gennem de efterfølgende år lancers en række printere. I juli 1982 skifter Shinshu Seiki navn til Epson Corporation og lancerer verdens første håndholdte computer, HX-20 (HC-20) og i maj 1983 lanceres verdens første portable farve-LCD-TV.
I november 1985 fusioneres Suwa Seikosha Co., Ltd. og Epson Corporation og bliver til Seiko Epson Corporation.

### Nyere tid
Juni 2003 bliver virksomheden børsnoteret på Tokyo Stock Exchange. Anno 2009 er the Hattori-familien og dens relaterede stadig betydelige aktionærer og magtindehavere.